# Qualcosa da dirvi
Qualcosa da dirvi è il secondo album del cantante napoletano Raffaello, pubblicato nel 2005.

## Tracce
1. Si ce tiene pe' st'ammore
2. Ce suoffre ancora - (con Alessio)
3. Scivola quel jeans
4. Se ancora non ti va
5. Vai via adesso
6. So' femmene
7. Nun ce fanno lassà
8. Nun fa pe' tte